# Pedicularis siphonantha
Pedicularis siphonantha är en snyltrotsväxtart som beskrevs av David Don. Pedicularis siphonantha ingår i släktet spiror, och familjen snyltrotsväxter.

## Underarter
Arten delas in i följande underarter:
- P. s. delavayi
- P. s. stictochila